# Kempfing
Kempfing ist ein Gemeindeteil der Gemeinde Moosinning im Landkreis Erding im Regierungsbezirk Oberbayern. Das Kirchdorf zählt 52 Einwohner.

## Geographie
Kempfing grenzt an die Orte Eching (Gemeinde Moosinning), an Werndlfing (Stadt Erding), an Stammham (Gemeinde Moosinning) und an Moosinning selbst.

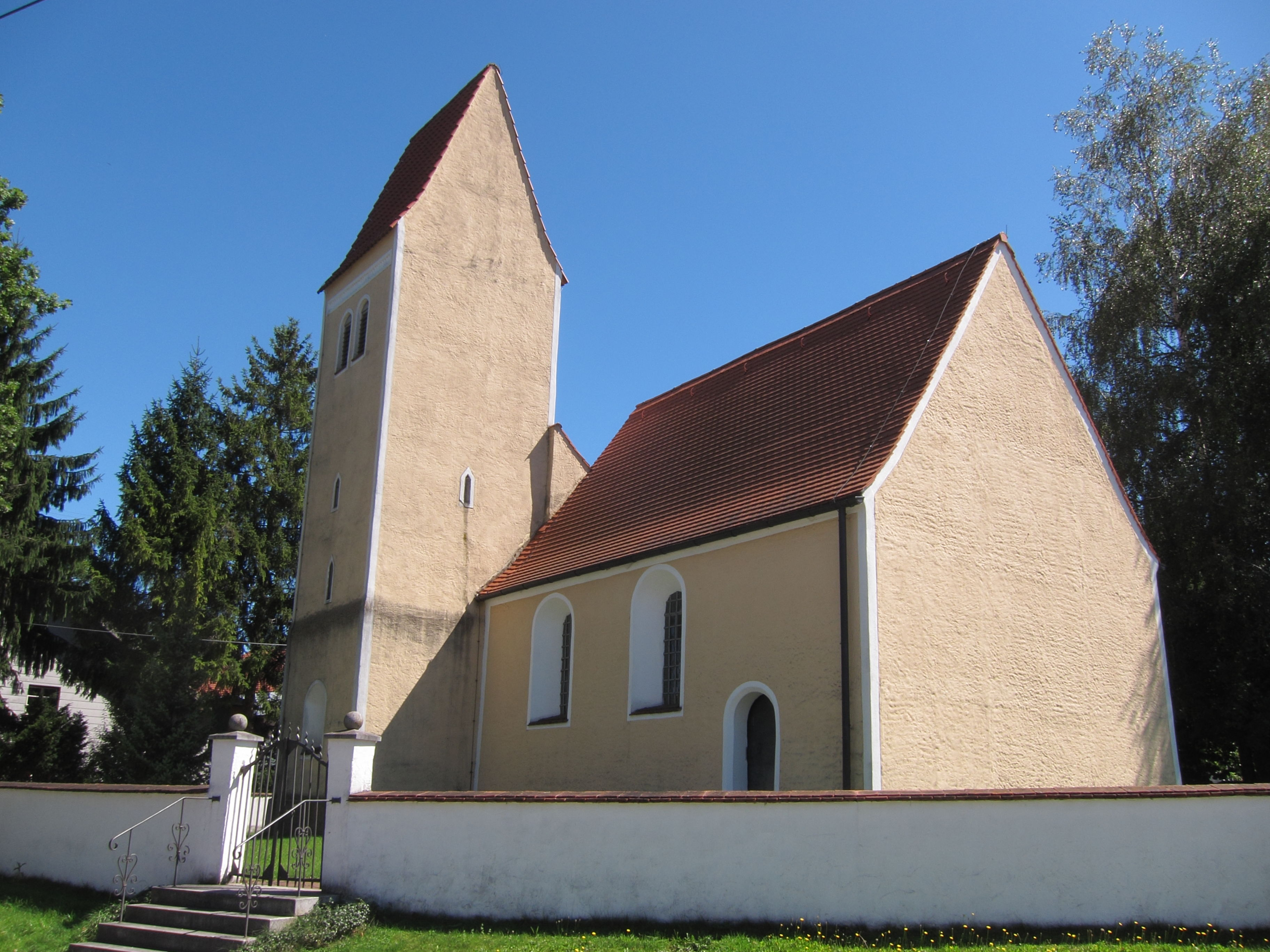
Filialkirche St. Jakobus d. Ä.

## Geschichte
Kempfing wird in alten Urkunden bereits um das Jahr 1020 als Chemphinga erwähnt. In Kempfing steht die katholische Kirche St. Jakobus, die dem hl. Jakobus dem Älteren geweiht ist. Der frühgotische Sattelturm der romanischen Kirche (um 1200), die barockisiert wurde, stammt aus dem 15. Jahrhundert, der Hochaltar aus der Zeit um 1690.